# Сюй Гэньбао
Сюй Гэньбао (кит. трад. 徐根寶, упр. 徐根宝, пиньинь Xú Gēnbǎo; 16 января 1944, Шанхай, КНР) — китайский футболист, футбольный тренер, организатор футбольной академии «Гэньбао».
Основатель, президент и тренер команды «Шанхай Теллэйс», которая с сезона 2013 года будет выступать в Суперлиге. Со второй сборной командой Китая, которая была допущена к участию в первенстве, выиграл Лигу Цзя-А, после чего стал тренером первой сборной, а затем тренировал известные китайские команды «Шанхай Шэньхуа» и «Далянь Ваньда».

## Карьера игрока

### Клубная карьера
Большую часть карьеры Сюй Гэньбао играл на позиции левого защитника, в основном карьеру провел в составе команд «Нанькин Арми» и «Баи». В период Культурной революции в Китае не играл, после её окончания вновь возобновил карьеру. В 1974 году с командой «Баи» стал чемпионом Китая.

### Международная карьера
Сюй Гэньбао выступал за национальную сборную Китая, в её составе прошёл квалификацию на Кубок Азии по футболу 1976 года, на котором сборная заняла третье место.

## Карьера тренера

### Ранние годы
После завершения карьеры игрока, в 1978 году у Сюй Гэньбао появилась возможность попробовать свои силы в тренерской работе, и он возглавил клуб второго дивизиона «Команда провинции Шаньси». Однако, после двух сезонов клуб не смог завоевать путевку в высший дивизион. После этого возглавил футбольную ассоциацию Хочэтоу. В 1982 году его работой заинтересовался клуб третьего дивизиона «Команда провинции Юньнань», который предложил ему возглавить команду. Однако команда вновь не смогла выйти во второй дивизион, а Сюй покинул клуб.

### Китай
После ухода из «Юньнани» Сюй вернулся через некоторое время вновь вернулся на тренерское поприще, однако до этого (1984—1986) окончил Пекинский институт спорта. По окончании курса ему была предложена недавно созданная вторая сборная Китая (Китай-В), которая фактически была молодёжной командой (до 23 лет). Команде было предложено выступать в системе китайских лиг в Лиге Цзя-А. Тренеру удалось создать неплохой коллектив, с которым в 1989 году он стал чемпионом Китая. После удачного дебюта Китайская футбольная ассоциация исключила «молодёжку» из розыгрыша, а Сюй Гэньбао было предложено возглавить главную сборную. Однако на этом посту он проработал недолго, а КФА решила пригласить более опытного зарубежного тренера, Клауса Шлаппнера, который руководил командой на Кубке Азии 1992. При этом Сюй остался в команде и был ассистентом главного тренера вплоть до 1993 года.

### Шанхай Шэньхуа
Китайская футбольная ассоциация начала реформирование клубной системы в стране, а команды получали профессиональный статус. В этой связи «Шанхай Шэньхуа» пригласил Сюй Гэньбо помочь в формировании команды в первом сезоне 1994 года. Тренер достаточно быстро наладил работу в клубе, кроме того, помог команде выступать на равных с многолетним лидером «Далянь Ваньда». В 1995 году «Шэньхуа» удалось впервые за тридцать лет выиграть чемпионский титул. Собственным желанием Сюя было наладить подготовку молодых китайских игроков, привить им новые техники, для чего он основал юношескую команду «Шанхай Кэйбл 02». В следующем сезоне он вновь вернулся в «Шанхай Шэньхуа», однако команде не удалось повторить успех, хотя команды выступала очень хорошо и завоевала в чемпионате «серебро». В дальнейшем пути Сюя и «Шэньхуа» разошлись, и в 1997 году тренер возглавил команду второго дивизиона «Гуанчжоу Сунжи», что практически сразу отразилось на её результатах — клуб финишировал 4-м и получил возможность выступать в высшем дивизионе.

### Далянь Ваньда
В этот период «Далянь Ваньда» искал замену ушедшему тренеру Чи Шанбиню, в итоге выбор пал на Сюй Гэньбао, который тренировал главных конкурентов из Шанхая. В дебютном сезоне Сюй поставил команде игру и она вновь завоевала титул чемпиона Китая, а также завоевала «серебро» на Кубке Чемпионов Азии 1997-98, проиграв южнокорейской команде «Пхохан Стилерс» лишь в серии пенальти. В следующем сезоне команда выступила неудачно и боролась за сохранение места в лиге, что заставило Сюй Гэньбао по итогам сезона подать в отставку.

### Возвращение в Шанхай
Тренер вернулся в Шанхай, где возглавил клуб второго дивизиона «Шанхай Чжунъюань», с которым в 2001 году выиграл чемпионат и получил повышение в классе. «Шанхай Шэньхуа», который после ухода Сюй Гэньбао больше не выигрывал чемпионат, также нацелился на тренера, с которым был не прочь повторить успех. Сюй решил, что лучшей возможностью будет развитие его молодёжной команды «Шанхай Кэйбл 02» при основной команде «Шэньхуа». Несмотря на то, что игроки «Кэйбл 02» имели лишь опыт выступления в третьем дивизионе, Сюй решил пригласить их в команду. В команде случился внутренний конфликт, в котором лучшие игроки «Шэньхуа» выступили против тренера. В итоге «Шэньхуа» весь сезон боролся за сохранение места в высшей лиге, а Сюй был уволен — на его место пришёл У Цзиньгуй. Улыбкой фортуны стал тот факт, что уже в следующем сезоне «Шанхай Шэньхуа» выиграл чемпионат с командой, основу которой составляли бывшие игроки «Кэйбл 02».

### Шанхай Теллэйс
Сюй Гэньбао вновь взялся за создание нового клуба и в 2001 году основал футбольную школу Гэньбао. После нескольких лет он вернулся к активной тренерской работе — в 2005 году с вновь созданным клубом «Шанхай Теллэйс». Главным тренером клуба он был до сезона 2009 года, когда он уступил этот пост Цзян Бинъяо, а сам стал президентом. После нескольких сезонов во второй лиге клуб не снискал особых успехов, а Сюй в начале сезона 2011 года решил сам возглавить команду. По итогам розыгрыша первой лиги 2012 года «Шанхай Теллэйс» завоевал путевку в Суперлигу.

## Достижения

### Игрок
Баи :
- Чемпион Лиги Цзя-А : 1974

### Тренер
Вторая Сборная Китая по футболу :
- Чемпион Лиги Цзя-А : 1989

 Шанхай Шэньхуа :
- Чемпион Лиги Цзя-А : 1995

 Далянь Ваньда :
- Чемпион Лиги Цзя-А : 1998

 Шанхай Чжунъюань :
- Чемпион Лиги Цзя-Б : 2001

 Шанхай Теллэйс :
- Чемпион Второй лиги : 2007

 Сборная Шанхая :
- Национальные игры : 2009